# Audi R8 42
L'Audi R8 42 (sigla di progetto: Typ 42) è la prima generazione dell'Audi R8, un'autovettura sportiva prodotta dalla casa automobilistica tedesca Audi dal 2007 al 2015.

## Nome

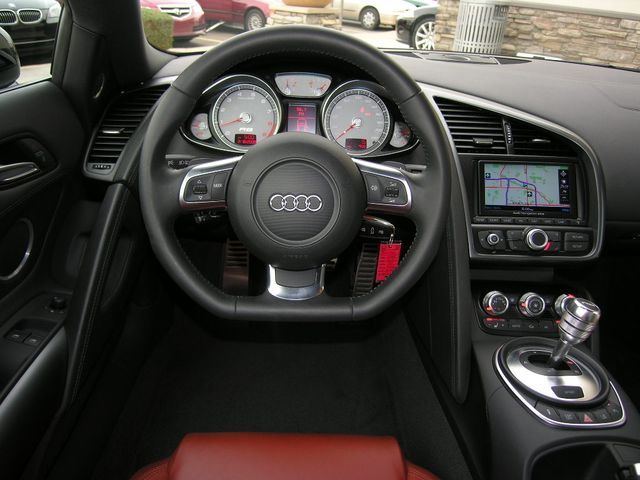
Interni di una R8 del 2008

La R8 è il nome di un'auto progettata per le gare endurance, che durante la sua carriera ha vinto 5 volte la 24 Ore di Le Mans e 6 volte la 12 Ore di Sebring, il cui posto fu preso dalla R10 Tdi a partire dal luglio 2006. Per celebrare i successi della R8 da corsa, Audi diede il nome a questa sportiva.

## Profilo

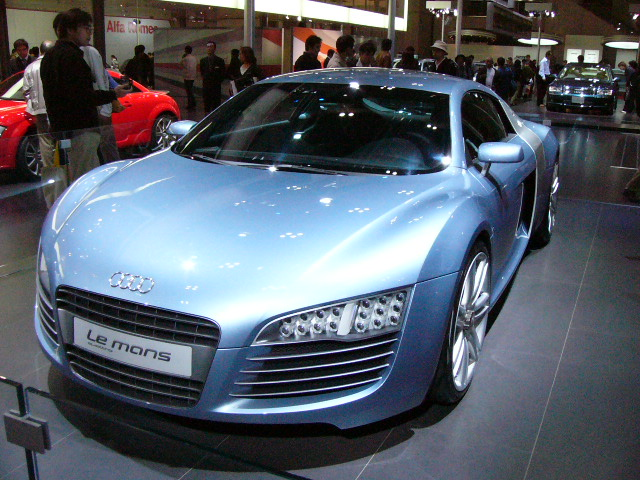
L'Audi Le Mans Quattro

Al Salone dell'automobile di Francoforte del 2003, Audi presentò come prototipo la Audi Le Mans Quattro, una coupé con motore centrale e trazione integrale, per celebrare i suoi successi alla 24 Ore di Le Mans. La concept ebbe così tanto successo che, al Salone di Parigi del 2006, Audi mostrò la R8 definitiva, dal design comunque praticamente identico al prototipo di tre anni prima. Oltre alla Audi R8, è uscita nel 2009 l'Audi R8 V10. Nel 2011 è stata prodotta un'edizione limitata chiamata Audi R8 GT.
A partire dal 2013 è stata oggetto di un leggero restyling con l'introduzione di un'ulteriore motorizzazione più potente. Tutte le motorizzazioni sono prodotte in versione coupé e spider, eccetto la V10 Plus che è prodotta in sola versione coupé. La costruzione di questa vettura è delegata esclusivamente alla quattro GMbH, società di proprietà Audi con sede presso i vecchi stabilimenti della NSU a Neckarsulm, che produce anche gli altri modelli maggiormente sportivi della casa come le RS4 e la RS6. La casa madre ha dichiarato una produzione di 4.125 esemplari nell'anno 2007 e di 5.656 nel 2008.
La R8 viene utilizzata nel mondo delle competizioni come safety-car nelle gare del DTM e del BSC oltre ad esserlo stato anche nella 24 Ore di Le Mans 2009. La R8 LMS ha partecipato e vinto il campionato FIA-GT3 nel 2009.

## Caratteristiche tecniche

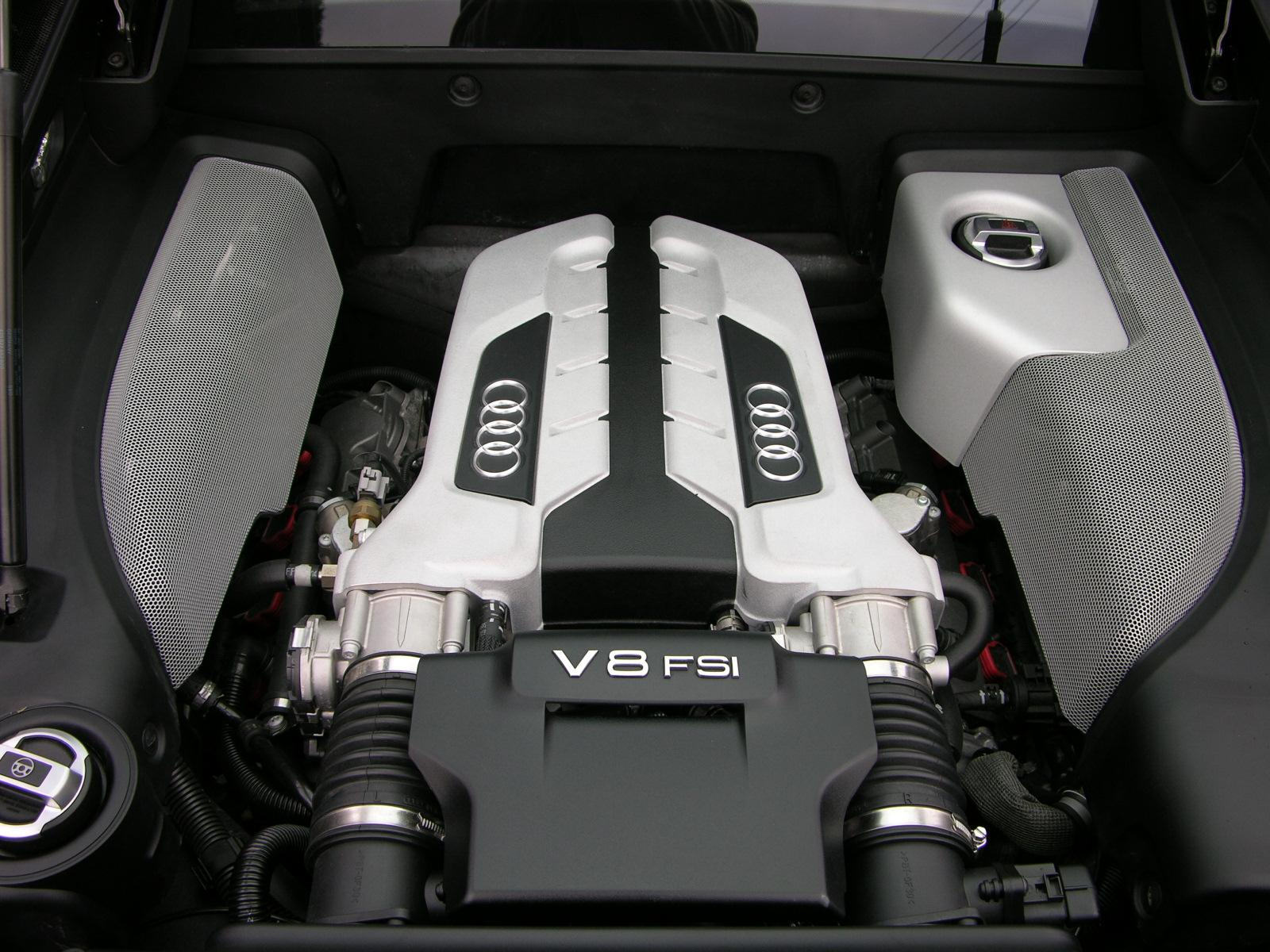
Dettaglio del motore V8 4.2 litri

La R8 è una coupé 2 posti secchi con il motore longitudinale disposto dietro l'abitacolo e davanti all'asse posteriore (centrale). Al momento del lancio l'unico propulsore disponibile era il 4.2 FSI V8 a benzina, già utilizzato dalla RS4. Le uniche differenze consistevano nell'adozione della lubrificazione a carter secco, per abbassare il baricentro e di un nuovo sistema di aspirazione. Sviluppa 420 CV a 7800 giri/min e 430 Nm di coppia tra i 4500 e i 6000 giri/min. La velocità massima (dichiarata) è di 301 km/h. Il tempo necessario per lo 0-100 km/h è di 4,6 secondi. 
Dalla primavera 2009 è disponibile anche con il 5.2 FSI V10 a benzina (lo stesso della Lamborghini Gallardo), che eroga 525 CV e 530 Nm. La velocità massima dichiarata dalla casa è di 316 km/h con un'accelerazione da 0 a 100 km/h in 3,9 secondi. Il telaio è in ergal, come la carrozzeria, sfrutta il know-how delle esperienze della Audi R8 Sport nei campionati American Le Mans Series e LMS. Il peso a secco si attesta sui 1635 kg.

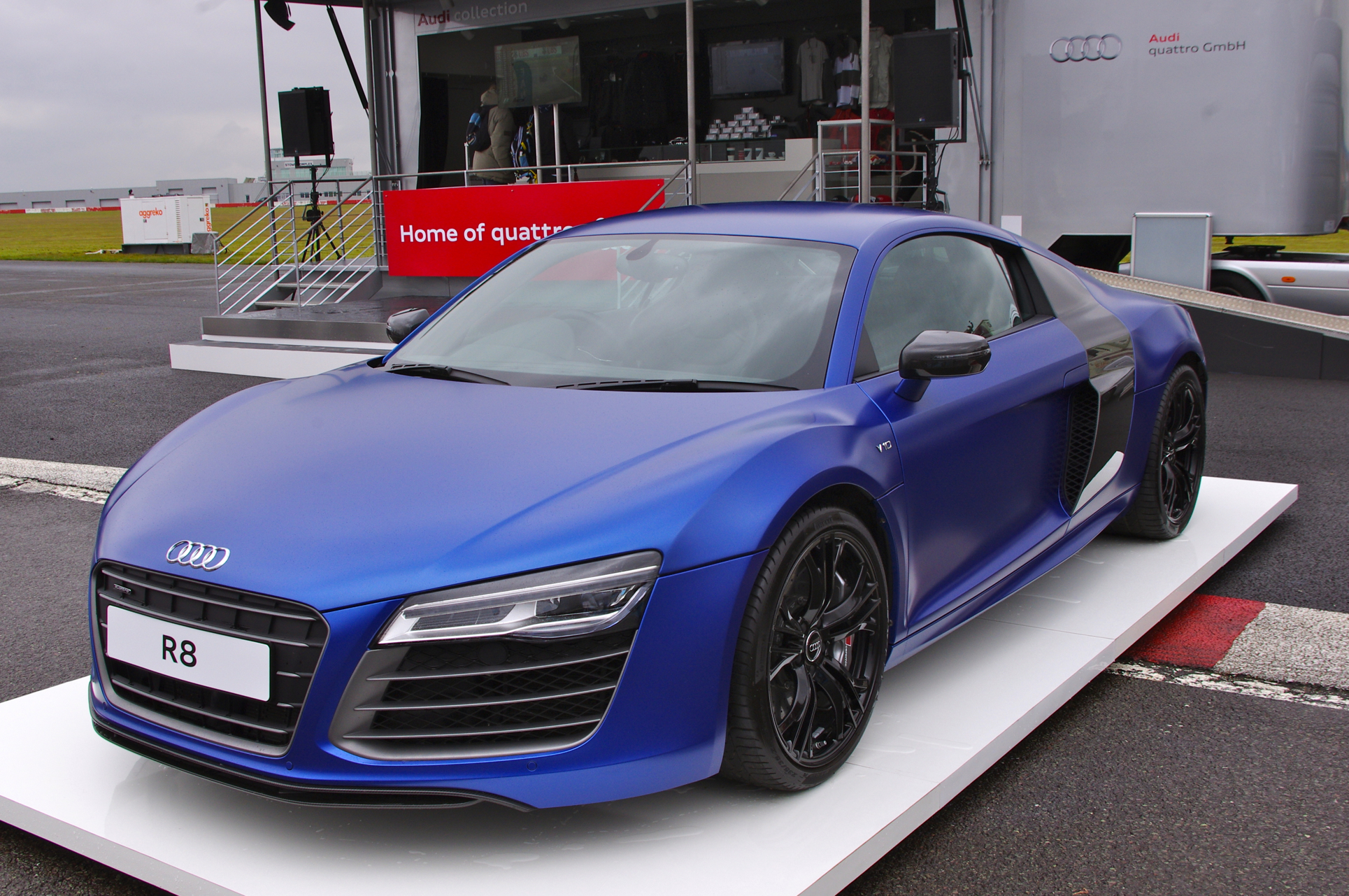
Un'Audi R8 V10 dopo il Restyling 2013

La trazione è su tutte le versioni l'integrale quattro che, per garantire una guida più divertente, privilegia l'asse posteriore (alle ruote anteriori viene inviato al massimo il 35% della coppia). Il cambio disponibile di serie è manuale, mentre come optional è prenotabile un semi-automatico robotizzato denominato R-Tronic.

## Restyling 2013
Il restyling del 2013 introduce principalmente i nuovi fari a LED anteriori di serie su tutte le versioni e il nuovo cambio "S-Tronic". A livello di motorizzazioni la versione V8 viene potenziata a 430 CV. Oltre al 5.2 V10 da 525 CV, viene introdotta una versione potenziata, chiamata V10 Plus, che sviluppa 550 CV ed adotta diversi accorgimenti per limitare il peso, primo fra tutti l'utilizzo del carbonio. Questa versione è stata dotata di accorgimenti che ricordano maggiormente l'ambiente delle competizioni: adotta di serie i freni carboceramici, i sedili a guscio ed ha un assetto più rigido.

## Motorizzazioni
| Modello                       | Disponibilità    | Motore  | Cilindrata | Potenza         | Coppia Massima | Emissioni CO2 (g/km) | 0–100 km/h (secondi) | Velocità max (km/h) | Consumo medio (km/l) |
| 4.2 V8 Quattro                | dal 2007 al 2010 | Benzina | 4163       | 309 kW (420 CV) | 430            | 326                  | 4.6                  | 301                 | 7.0                  |
| 4.2 V8 Quattro                | dal 2010 al 2018 | Benzina | 4163       | 316 kW (430 CV) | 430            | 332                  | 4.6                  | 302                 | 7.0                  |
| 4.2 V8 Quattro s-tronic       | dal debutto      | Benzina | 4163       | 316 kW (430 CV) | 430            | 300                  |                      |                     |                      |
| 5.2 V10 Plus Quattro          | dal 2010 al 2011 | Benzina | 5204       | 404 kW (550 CV) | 530            | 305                  | 3.8                  | 317                 | 7.6                  |
| 5.2 V10 Plus Quattro s-tronic | dal 2013         | Benzina | 5204       | 404 kW (550 CV) | 720            | 455                  | 3.8                  | 317                 | 7.6                  |
| 5.2 V10 Quattro r-tronic GT   | dal 2002 al 2010 | Benzina | 5204       | 412 kW (560 CV) | 540            | 327                  | 3.6                  | 320                 | 7.3                  |

- [8]

## Versioni speciali

### Audi R8 V12 TDI Concept

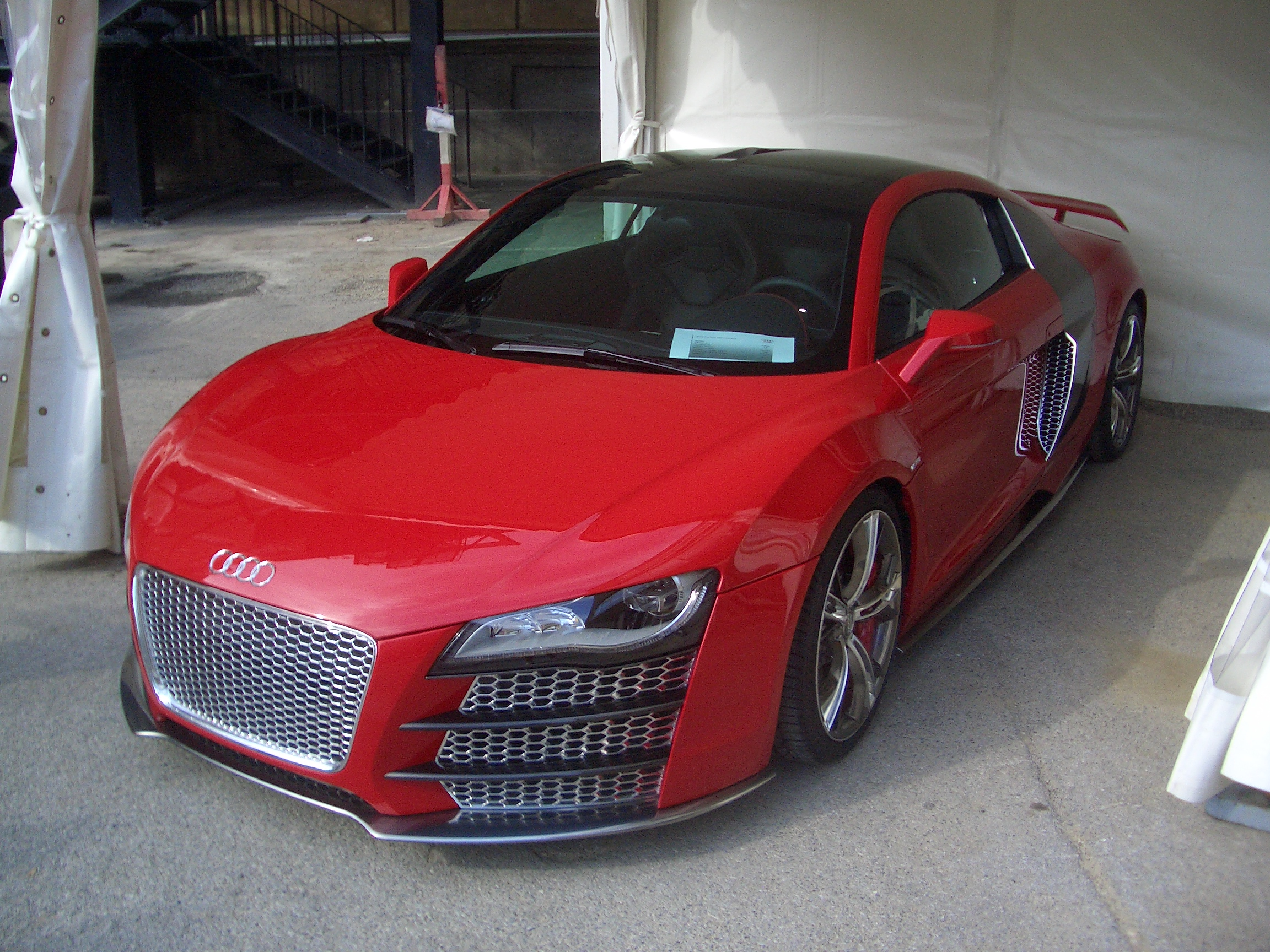
L'Audi R8 V12 TDI Concept

Nel gennaio 2008, al Salone dell'automobile di Detroit, è stata presentata la concept car Audi R8 V12 TDI Concept. Essa era presente anche al Salone dell'automobile di Ginevra dello stesso anno, ma con il nome di Audi TDI Le Mans Concept e una nuova livrea rossa. Esteriormente è caratterizzata, rispetto alla R8 di serie, da prese d'aria maggiorate, diversa griglia anteriore, spoiler posteriore, scarichi quadrangolari e dal particolare tetto in vetro, in mezzo al quale si trova una presa d'aria NACA. Il cuore di questo prototipo è un Motore V12 6,0 litri di cilindrata alimentato a gasolio e biturbo, che sviluppa 500 CV e 1000 Nm di coppia massima, montato successivamente sull'Audi Q7. L'anno successivo Audi ha però dichiarato di non voler proseguire nello sviluppo di questo modello.

### Audi R8 GT

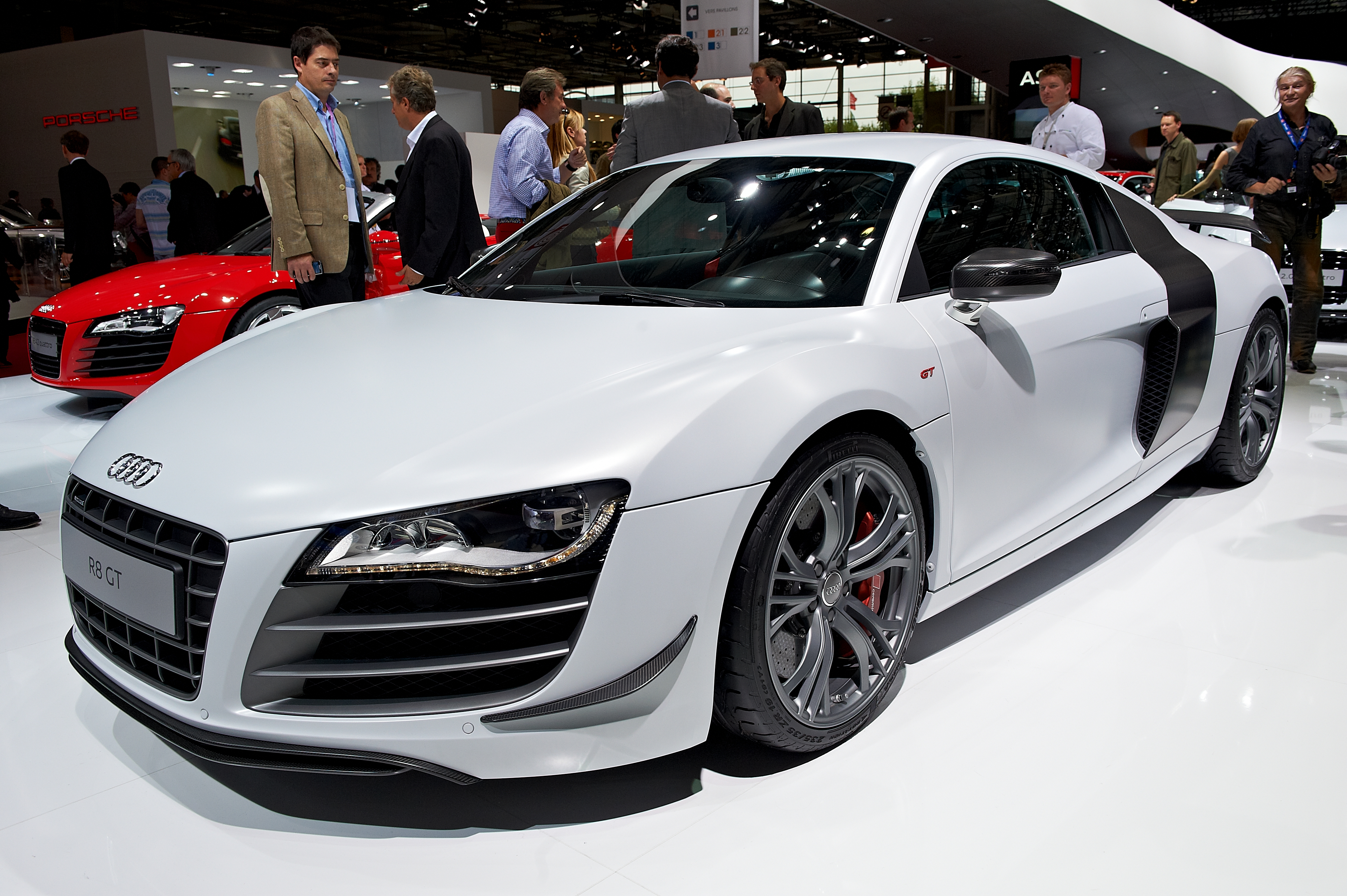
Un'Audi R8 GT

Dall'estate 2011 è stata messa in vendita, in edizione limitata a 666 esemplari (dei quali 333 in versione chiusa e 333 aperta) una nuova versione della R8, denominata R8 GT. Questa versione semi corsaiola, dal prezzo superiore ai 188.000 euro all'atto della presentazione, eroga 560 CV, sempre con il 5.2 V10 FSI. Grazie a nuove appendici aerodinamiche poste sul telaio in alluminio, e all'accresciuta potenza del motore, oltre ad un assetto delle sospensioni specifico, la R8 GT ha eguagliato le prestazioni velocistiche della Ferrari 458 standard sul circuito della rivista Quattroruote a Vairano di Vidigulfo. Gli interni rimangono comunque molti curati, mantenendo lo standard delle altre versioni della R8.

### Audi R8 e-tron

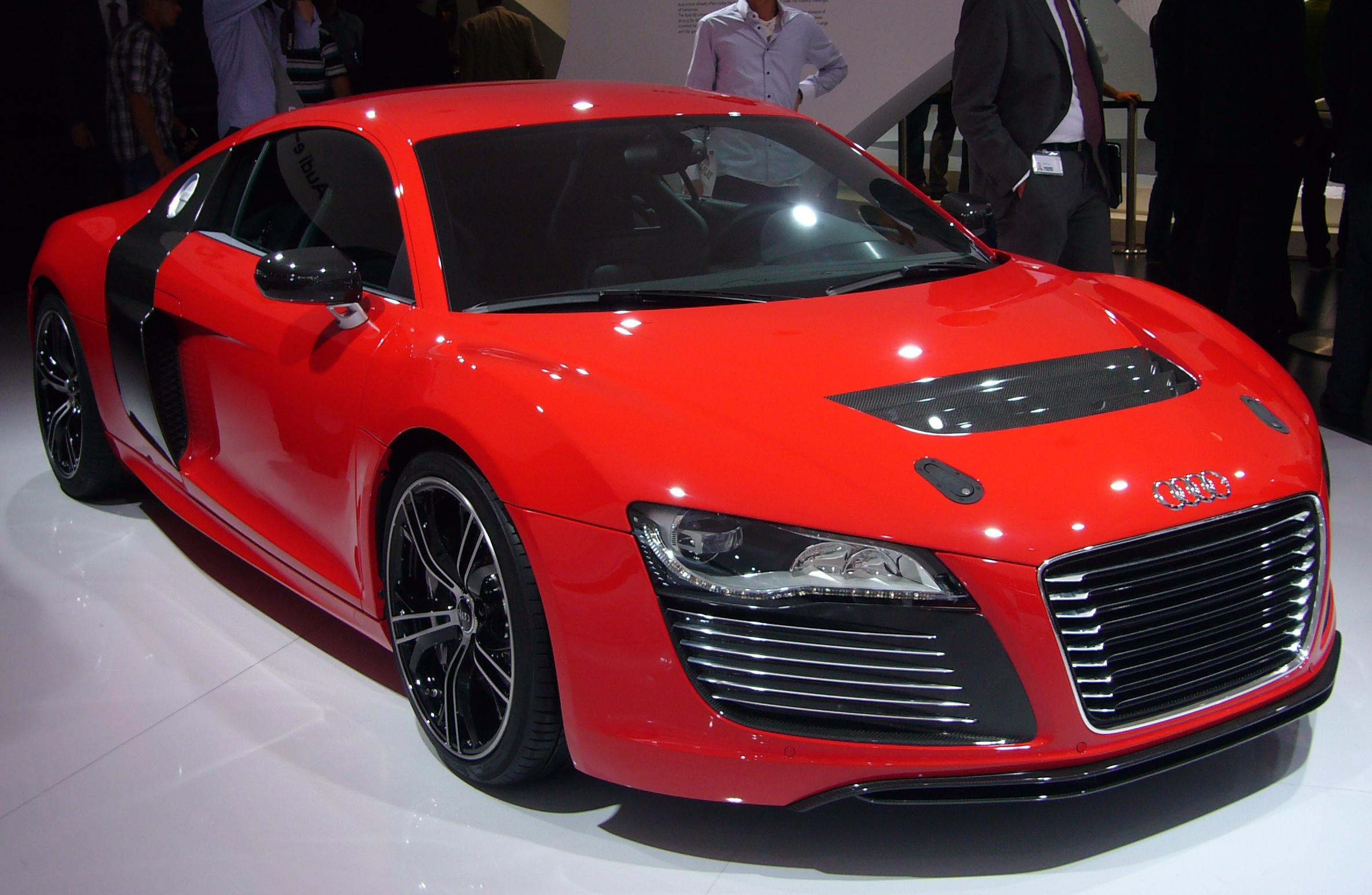
Un'Audi R8 e-tron

Nel 2012 è stata sviluppata una versione elettrica della R8, denominata e-tron. È dotata di un cambio monomarcia abbinata ad un doppio propulsore elettrico da 313 CV e 820 Nm di coppia. Tale potenza permette alla vettura un'accelerazione da 0 a 100 km/h in 4,8 secondi.
Il motore viene alimentato da delle batterie al litio poste dietro l'abitacolo dal peso di 550 kg e una capacità di 53 kWh che garantisce un'autonomia di 250 km. Le batterie, con un dispositivo di ricarica a 230 V, possono impiegare a ricaricarsi dalle 6 alle 8 ore. E presente anche un sistema di ricarica basato sull'accumulo dell'energia cinetica derivante dalla frenata.
Tale vettura ha fatto segnare il giro record per la categoria vetture elettriche sul circuito del Nurburgring in 8'09'’099. Compare inoltre, nel film Iron Man 3 come auto personale del miliardario Tony Stark. L'auto è stata prodotta in un ristretto numero di esemplari ad un prezzo superiore al milione di euro.

### Audi R8 China Edition

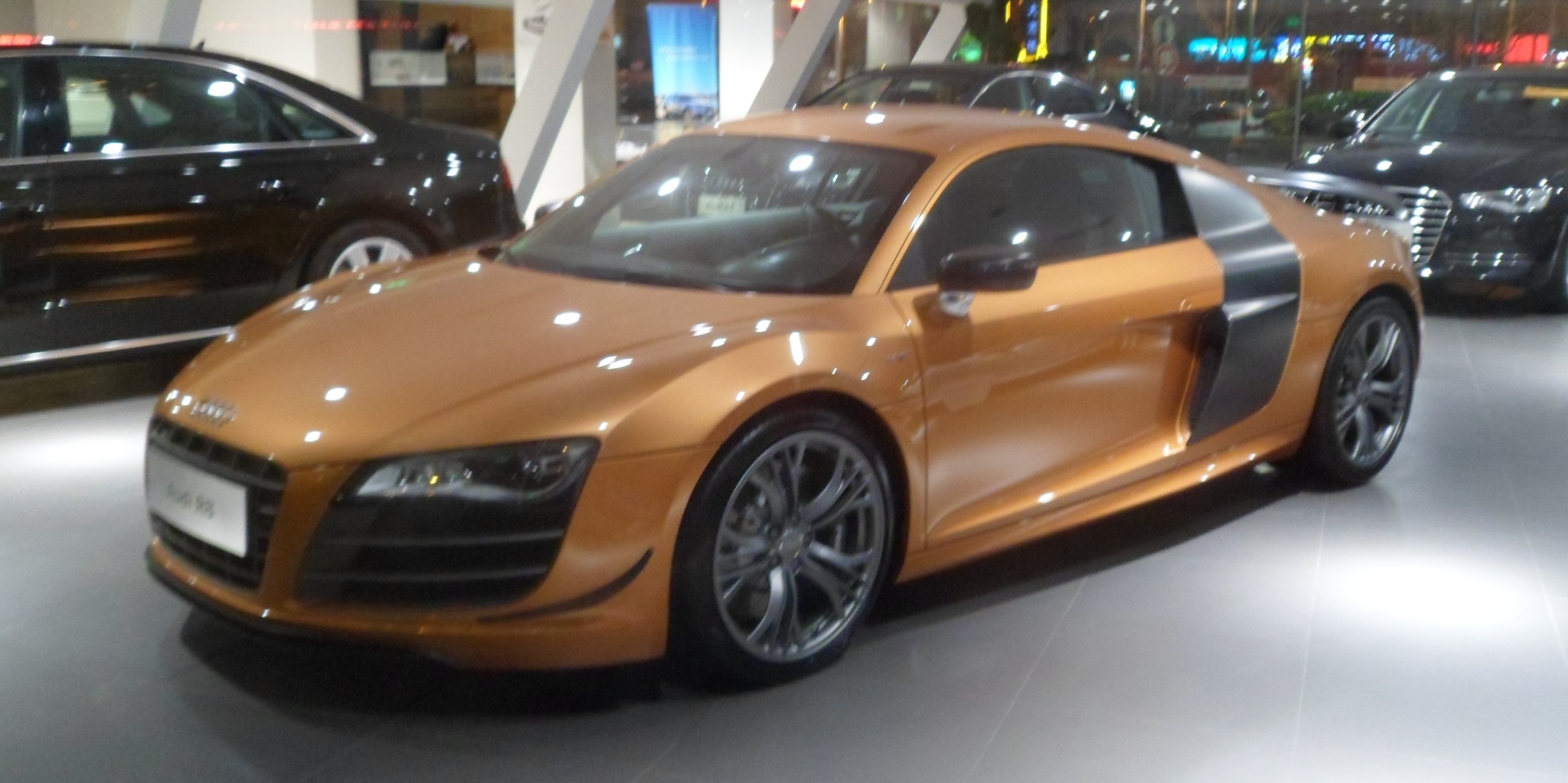
Un'Audi R8 China Edition

Nel dicembre 2012, l'Audi ha messo in commercio 80 modelli speciali destinati al mercato cinese denominati R8 China Edition. Sostanzialmente si tratta di audi R8 V10 a cui sono stati applicati alcuni accorgimenti derivati dalla R8 GT, come i flap che si trovano sul paraurti frontale, il design dei cerchi in lega, gli specchietti retrovisori in fibra di carbonio, l'alettone posteriore e gli interni in pelle ed alcantara con inserti in carbonio. Le 80 vetture saranno numerate dal numero 1 al 99, in quanto sono stati eliminati tutti i numeri che includessero la cifra 4, numero giudicato sfortunato dalla tradizione cinese.

### Audi R8 LMX

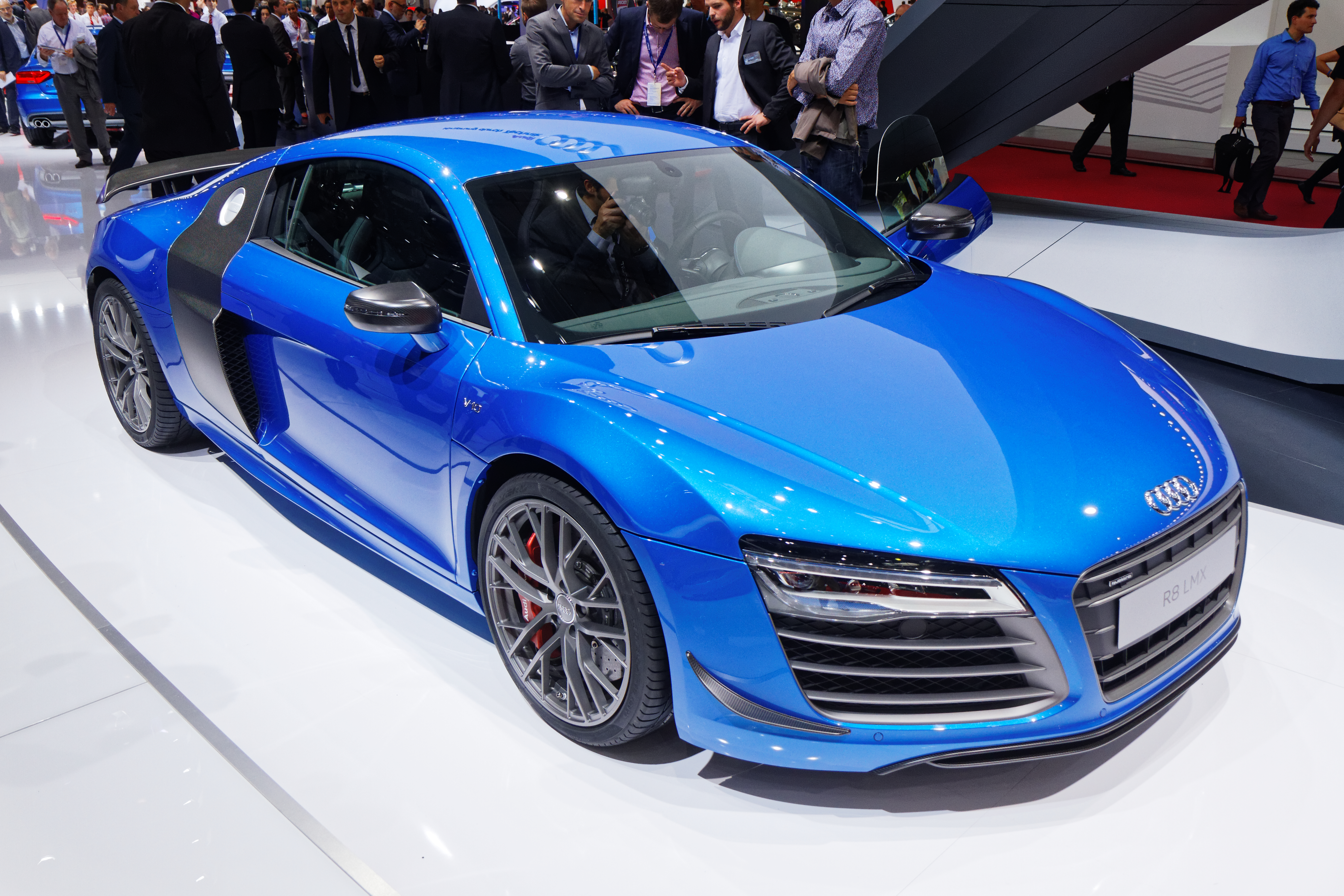
Audi R8 LMX al Salone di Parigi del 2014

Nel 2014 è stata prodotta in 99 esemplari la R8 LMX. Tale versione speciale era dotata di un propulsore V10 da 570 CV di potenza con coppia di 540 Nm che le permettevano un'accelerazione da 0 a 100 km/h in 3,4 secondi, con velocità massima di 320 km/h. Quest'ultimo veniva gestito da un cambio S tronic a sette velocità. La particolarità del mezzo è costituito dal fatto che rappresenta la prima vettura omologata per la circolazione stradale dotata di un impianto di illuminazione che sfrutta la tecnologia LED Matrix. Si tratta nello specifico di una combinazione tra normali proiettori al LED abbinati ad abbaglianti che sfruttano quattro diodi laser per produrre illuminazione. Tale sistema deriva da quello impiegato sulla Audi R18 e-tron quattro schierata alla 24 Ore di Le Mans. Le sospensioni erano a doppio braccio oscillante, mentre il telaio era del tipo ASF rivestito da una carrozzeria in alluminio. Nella sezione posteriore era stato posizionato uno spoiler per aumentare il carico aerodinamico.

## Attività sportiva

### Audi R8 LMS

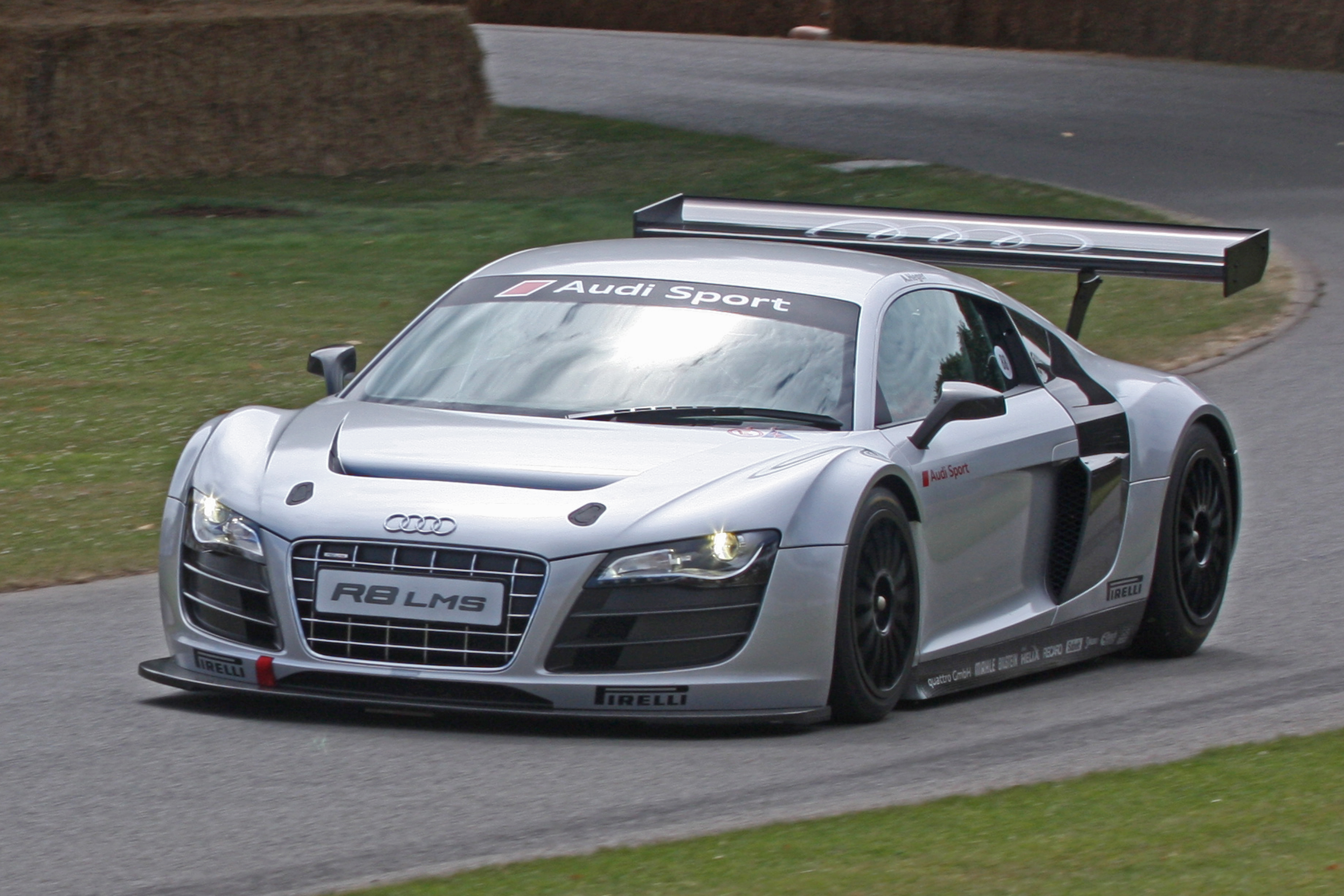
UnAudi R8 LMS

Nel 2009 la Audi Sport ha proposto la realizzazione di una versione da competizione della R8 da affidare a scuderie private per poter gareggiare nella categoria GT3 della Le Mans Series. La vettura manteneva numerose caratteristiche della versione stradale, fatta eccezione per l'introduzione di tutti i sistemi di sicurezza a normativa FIA. Per questo motivo, la trazione si trasformò da integrale a posteriore. Come propulsore venne impiegato il 10 cilindri 5,2 litri derivato dalla Lamborghini Gallardo. Esso è realizzato interamente in alluminio per contenere il peso, viene gestito da un cambio a sei marce ed eroga una potenza di 500 CV. Le sospensioni sono a doppi bracci trasversali con molle elicoidali e ammortizzatori idraulici. La carrozzeria è stata costruita in parte in alluminio e in parte in fibra di carbonio.

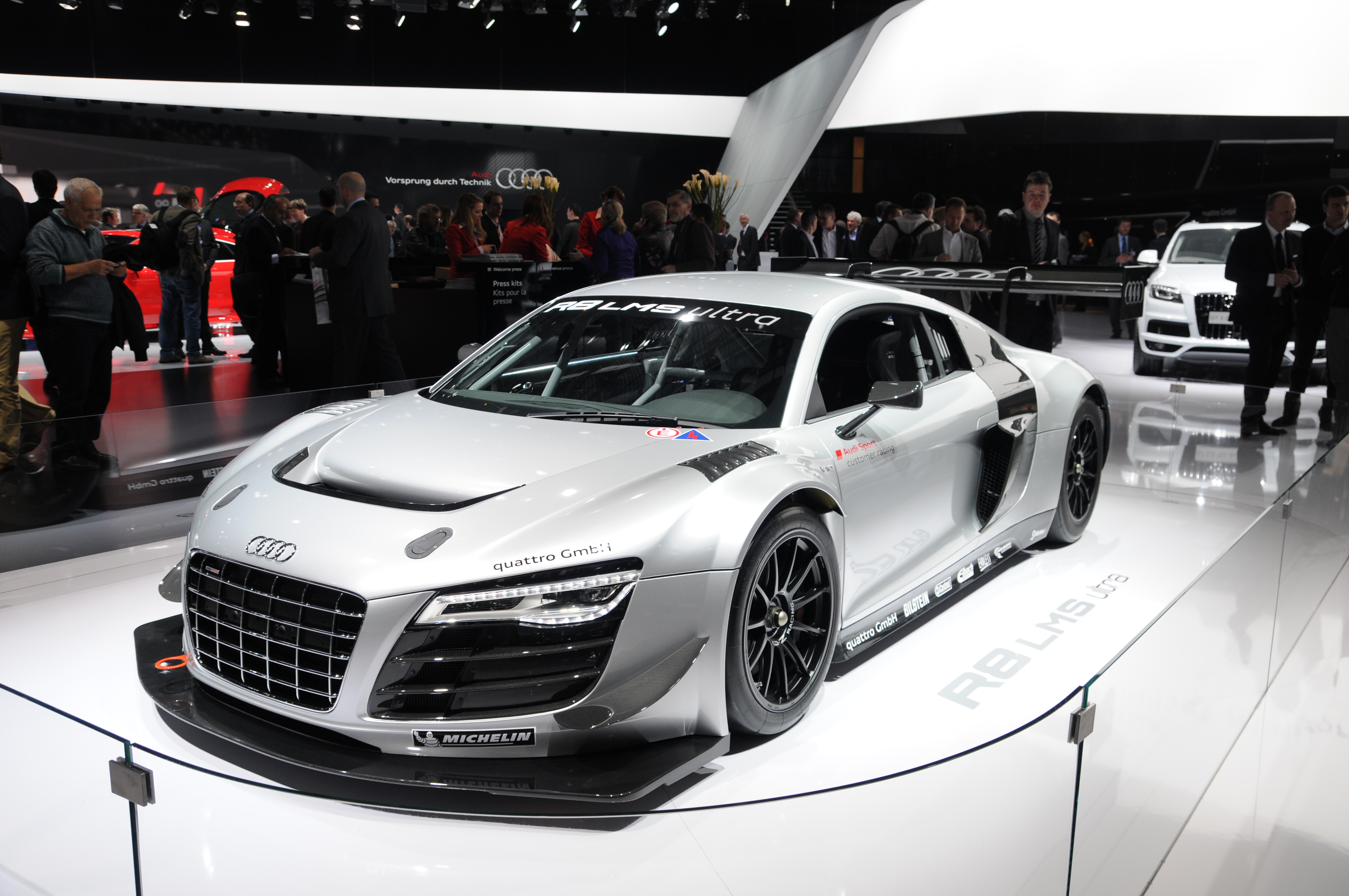
UN'Audi R8 LMS Ultra

I primi prototipi vennero testati dai piloti Christian Abt e Frank Biela. Nel periodo di produzione tra il 2009 e il 2011 la R8 LMS si è aggiudicata, con vari team, 115 vittorie e 12 campionati in tutto il mondo.
Nel 2012 la R8 LMS è stata aggiornata alla versione Ultra, la quale è dotata di nuovi componenti aerodinamici in carbonio migliorati e di un propulsore V10 potenziato a 570 CV di potenza. Così configurata, la vettura ottenne la vittoria assoluta nella 24 Ore del Nürburgring 2012 e nella 24 Ore di Spa dello stesso anno.

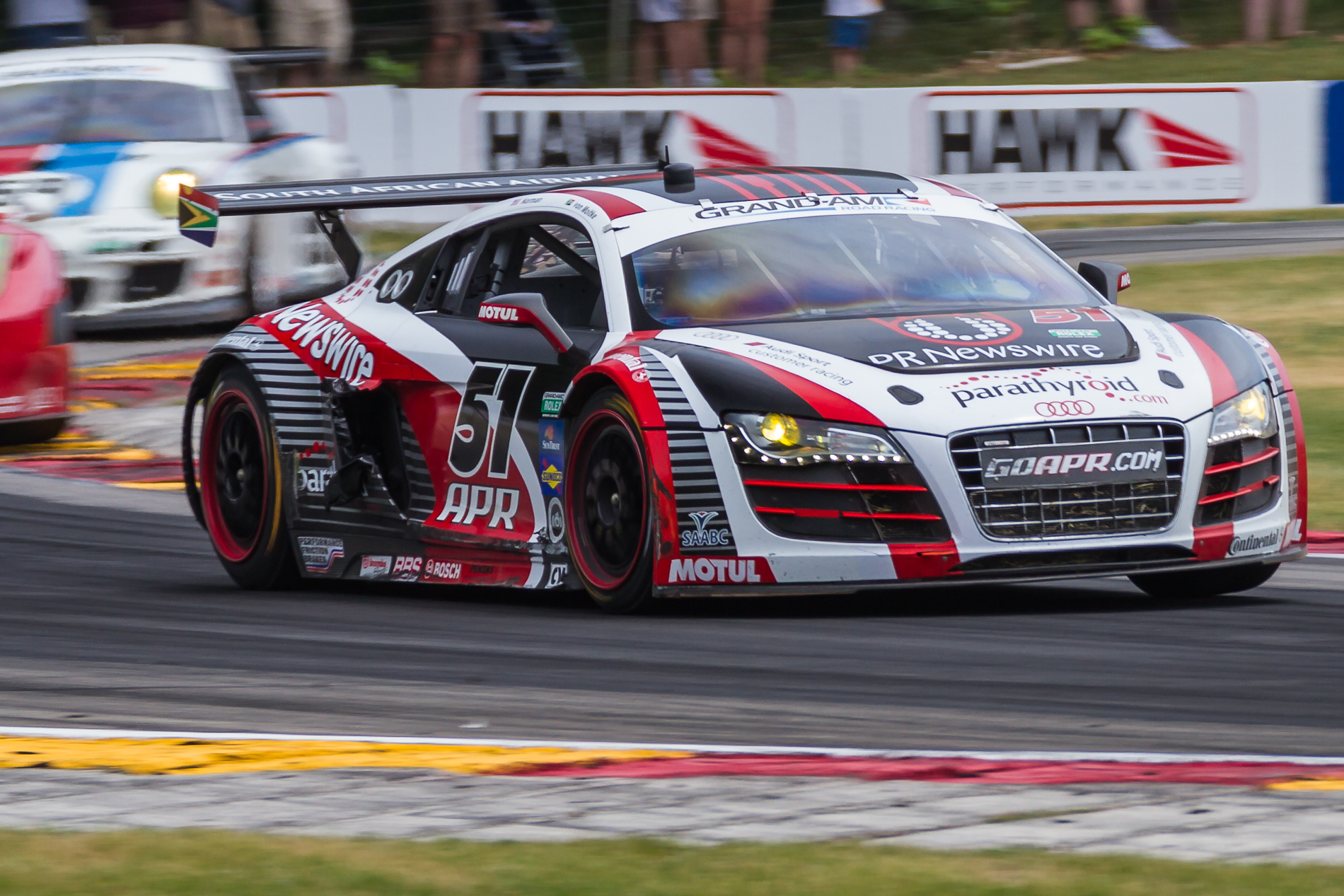
Un'Audi R8 Grand-Am

### Audi R8 Grand-Am
Nello stesso anno dello sviluppo della R8 LMS Ultra, l'Audi ha realizzato una versione della vettura adatta a competere nel campionato Grand-Am statunitense. Questa è derivata dalla R8 LMS GT3 e presenta un carico aerodinamico inferiore, molle degli ammortizzatori più morbide, altezza da terra aumentata e pneumatici forniti dalla Continental.
Questi ultimi vengono forniti nelle versioni GTR (per le competizioni su circuiti tortuosi) e GTO (per i percorsi ovali). Sono assenti ABS e controllo di trazione
.